# Dejeaniops ollacheus
Dejeaniops ollacheus là một loài ruồi trong họ Tachinidae.